# Cobitis arenae
Cobitis arenae es una especie de peces de la familia Cobitidae en el orden de los Cypriniformes.

## Hábitat
Vive en zonas de clima subtropical.

## Distribución geográfica
Se encuentra en la China y al norte del Vietnam .